# Iglesias bautistas
Iglesia bautista es una de las ramas principales del movimiento evangélico iniciado en 1609 por los pastores ingleses John Smyth y Thomas Helwys. El movimiento se adhiere a la doctrina de la Iglesia de creyentes, enfatizando el nuevo nacimiento y bautismo del creyente. En 2020, el movimiento contaba con 170 millones de creyentes.

## Orígenes

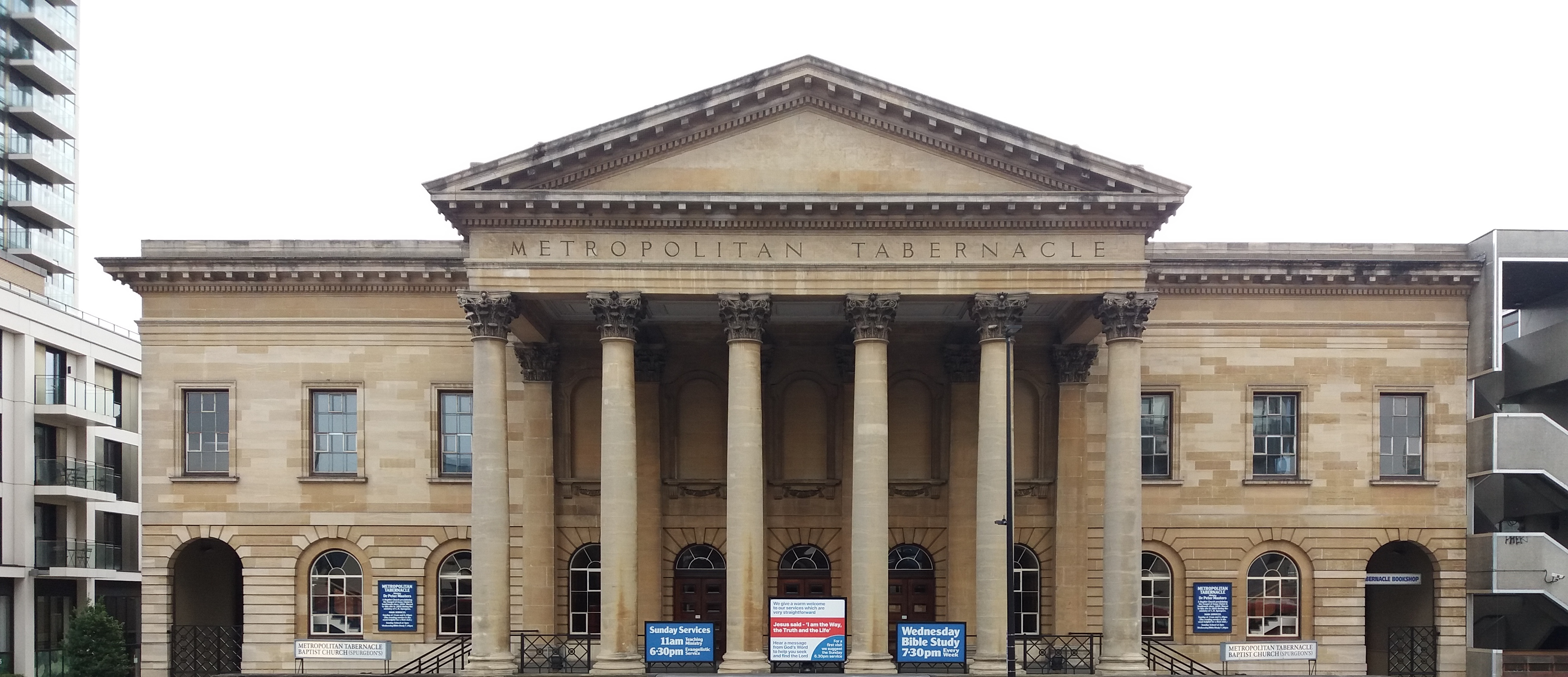
El Tabernáculo Metropolitano en Londres, Reino Unido.

Las iglesias bautistas tienen sus orígenes en un movimiento iniciado por los ingleses John Smyth y Thomas Helwys en Ámsterdam. Debido a sus creencias compartidas con los puritanos y los congregacionalistas, se exiliaron en 1607 a Holanda con otros creyentes que tenían las mismas posiciones bíblicas. Creen que la Biblia debe ser la única guía y que el bautismo del creyente es lo que requieren las Escrituras. En 1609, año considerado como la fundación del movimiento, bautizaron a los creyentes y fundaron la primera iglesia bautista.
En 1611 Helwys publicó la primera confesión de fe bautista Una Declaración de Fe de los Ingleses Permanentes en Amsterdam en Holanda. Regresó a Inglaterra en 1612, para fundar una iglesia bautista general en Spitalfields, al este de Londres. Ese mismo año, publicó tres obras importantes: un argumento a favor del arminianismo (una prueba breve y sencilla, por la palabra y las obras de Dios, de que el decreto de Dios no es la causa del pecado o la condena de ningún hombre, y que todos los hombres son redimidos por Cristo; como tampoco se condena a los niños); una polémica que explica sus diferencias con los menonitas y, lo más importante, "Una breve declaración sobre el misterio de la iniquidad", una crítica al brownismo, al puritanismo y al papado. Este libro es uno de los primeros motivos de libertad religiosa en Inglaterra y Gales. Para Helwys, la libertad religiosa es un derecho para todos. En este libro, afirma que incluso el poder de la monarquía depende de Dios. Jacobo I de Inglaterra y VI de Escocia respondió enviándolo a prisión, donde permaneció hasta su muerte en 1616. Otro teólogo que contribuyó al movimiento fue el pastor inglés John Spilsbury, quien desarrolló la doctrina del bautismo del creyente, y se considera que fundó la primera iglesia bautista en particular en 1638 para Londres.
En 1638, el pastor inglés Roger Williams funda la Primera Iglesia Bautista de América en Providence (Rhode Island).
En 1644, la Confesión de Fe Bautista de 1644 fue publicada por 7 iglesias bautistas en Londres. En 1689, la Confesión Bautista de Fe de 1689 es adoptada por los Bautistas Reformados. Las organizaciones misioneras han promovido el desarrollo del movimiento en otros continentes. En Inglaterra, se fundó la Sociedad Misionera Bautista en 1792 en Kettering, Inglaterra. En Estados Unidos, se fundó los Ministerios Internacionales en 1814 y la Junta de Misiones Internacionales en 1845. La Alianza Mundial Bautista fue fundada en 1905 en Londres por 24 asociaciones bautistas de varios países, durante el primer Congreso Mundial Bautista. En 2003, la Convención Bautista Internacional, una asociación internacional de iglesias de habla inglesa, se convirtió en miembro.

## Creencias

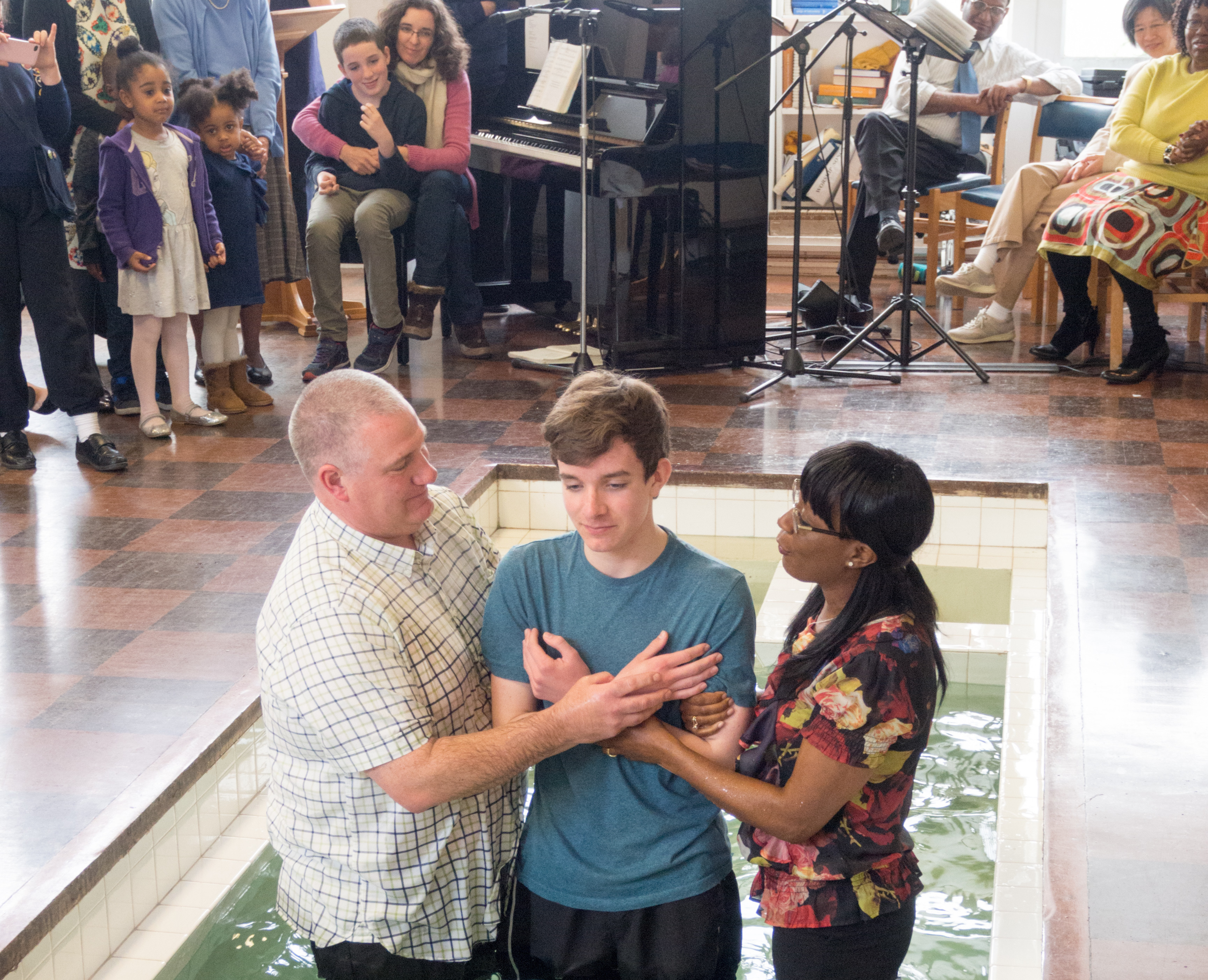
Bautismo del creyente por inmersión en la Iglesia Bautista del Northolt Park, en Gran Londres, Unión Bautista de Gran Bretaña.

Cada iglesia local tiene una confesión de fe particular, y una común si es miembro de una asociación cristiana. La teología bautista es una teología evangélica. Se basa en las creencias de la Iglesia de creyentes y del bautismo del creyente. La Confesión de Fe Bautista de 1644 publicada por las Iglesias Bautistas de Inglaterra es un ejemplo. Esta cercanía teológica a otros grupos evangélicos también está representada en la afiliación de las asociaciones bautistas a las uniones nacionales interdenominacionales evangélicas.
Las principales creencias son la importancia que se le da a la Biblia, el nuevo nacimiento, el bautismo del creyente como testimonio voluntario, el compromiso en la Iglesia y en la evangelización, así como la autonomía de la iglesia local, autoridad congregacional (congregacionalismo), separación de Iglesia y Estado y libertad de cultos.
El movimiento bautista reúne a diferentes corrientes teológicas evangélicas, las principales de las cuales son teologías conservadoras, fundamentalistas, carismáticas, reformada, moderada o liberal.
Las asociaciones e iglesias utilizan la excomunión como último recurso para los miembros que no quieren arrepentirse de creencias o comportamientos en desacuerdo con la confesión de fe de la comunidad.

## Ordenanzas
Las "ordenanzas" son la Santa Cena y el bautismo en agua del creyente.

## Organizaciones

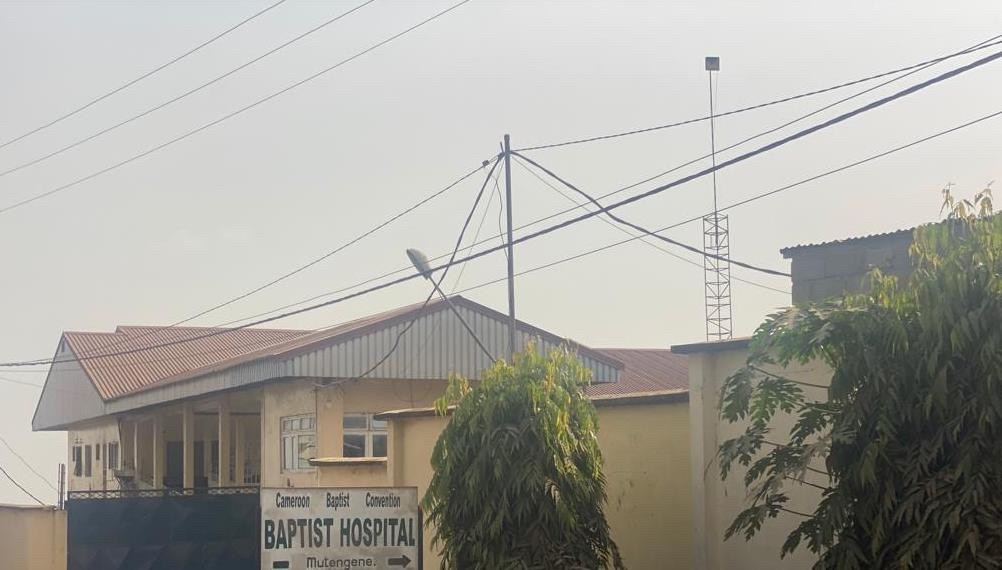
Baptist Hospital Mutengene (Tiko), miembro de la Convención Bautista de Camerún.

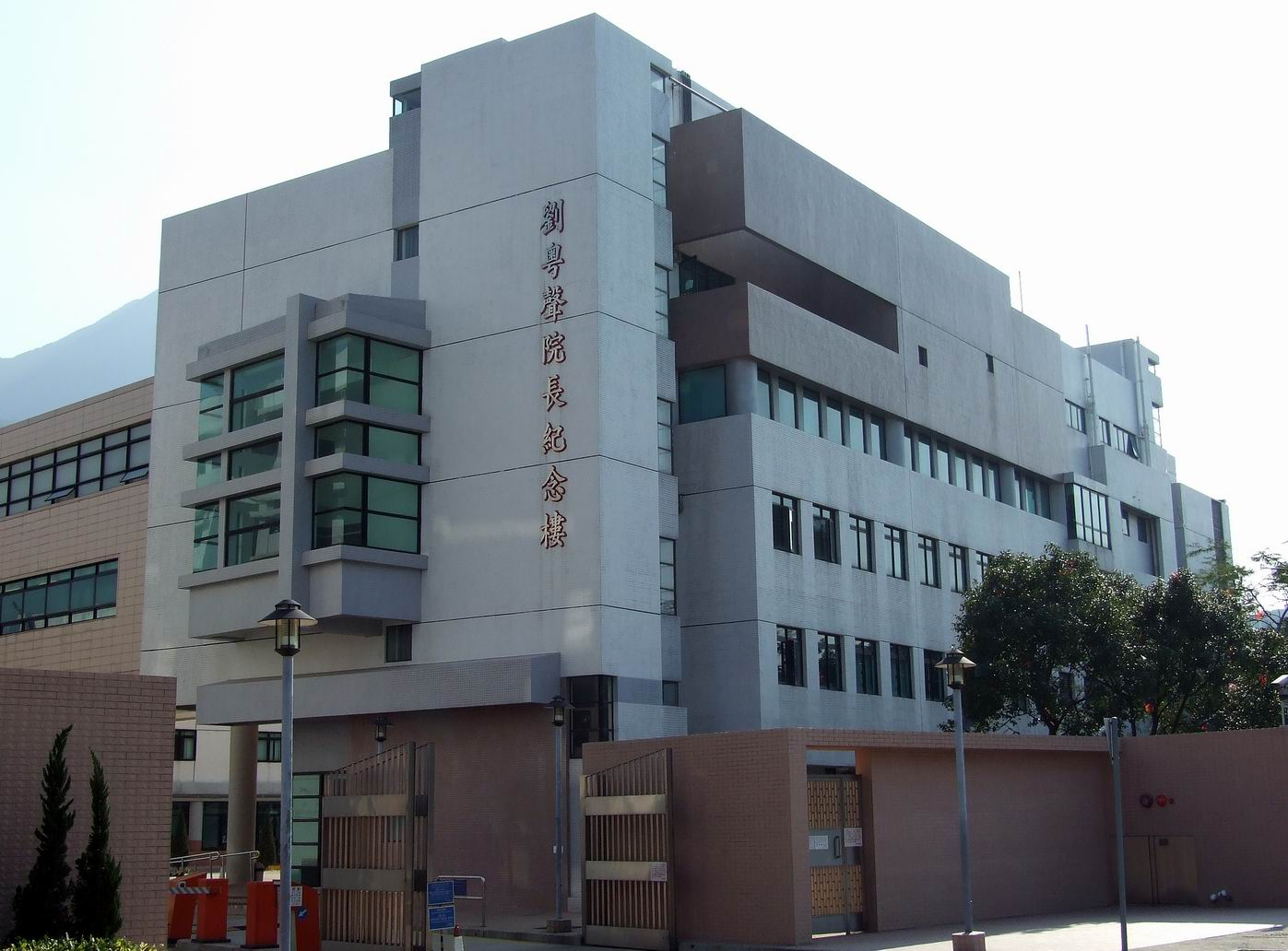
Seminario teológico bautista en Hong Kong, afiliado a la Convención Bautista de Hong Kong, 2008.

El sistema de organización y gobierno de todas las Iglesias bautistas es congregacional, lo que otorga autonomía a las iglesias bautistas locales, dirigidas por pastores formados en institutos teológicos propios de esta asociaciones, teniendo anteriormente un llamado pastoral, la cual es avalada por toda la congregación o en su mayor parte por los miembros oficiales de la iglesia. Las iglesias frecuentemente se asocian en organizaciones, asociaciones y convenciones.
Aunque algunas iglesias reclaman su independencia (Iglesias bautistas independientes), otras iglesias se consideran autónomas e interdependientes y eligen ser miembros de una asociación nacional e internacional de iglesias. Esta relación de cooperación permite el desarrollo de organizaciones comunes, para la misión y áreas sociales, tales como ayuda humanitaria, escuelas, institutos teológicos y hospitales.
La mayoría de las iglesias bautistas forman parte de grupos cooperativos nacionales y de la Alianza Bautista Mundial (BWA), formada en 1905 por 24 asociaciones bautistas de varios países.

## Sexualidad

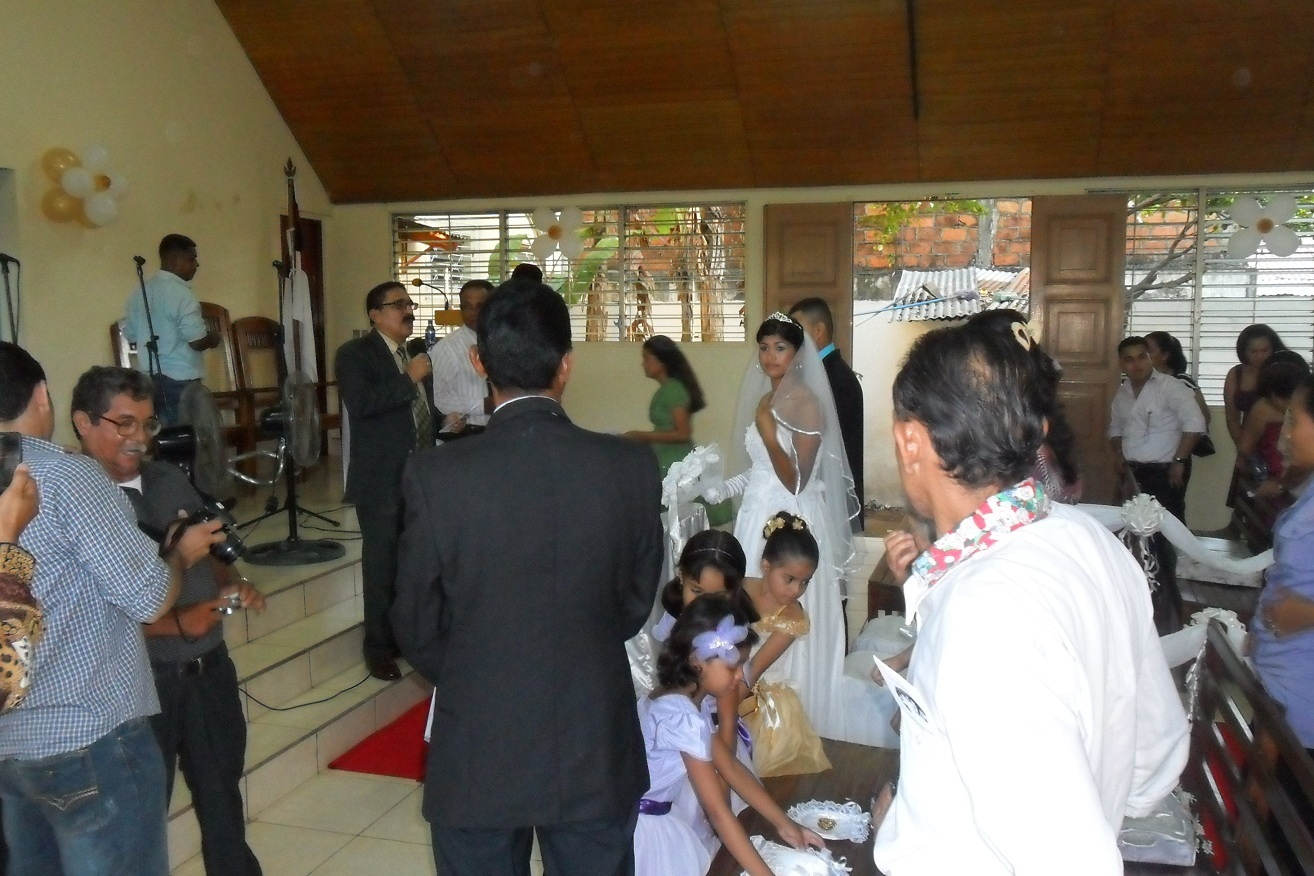
Ceremonia de boda en la Primera iglesia bautista de Rivas, Convención Bautista de Nicaragua, 2011.

En materia de sexualidad, varias iglesias bautistas promueven un pacto de pureza entre los jóvenes cristianos bautistas, quienes están invitados a participar en una ceremonia pública prometiendo abstinencia sexual hasta el matrimonio cristiano. Este pacto a menudo está simbolizado por un anillo de castidad. Programas como True Love Waits, fundado en 1993 por la Convención Bautista del Sur de los Estados Unidos se han desarrollado para apoyar los compromisos.
En las iglesias bautistas, se alienta a los adultos jóvenes y las parejas no casadas a casarse temprano para experimentar la sexualidad según la voluntad de Dios. Algunos libros están especializados en el tema, como el libro El acto matrimonial: La belleza del amor sexual publicado en 1976 por el pastor bautista Tim LaHaye y su esposa Beverly LaHaye, quien fue pionera en la enseñanza de la sexualidad cristiana como un regalo de Dios y parte de un floreciente matrimonio cristiano.

## Culto

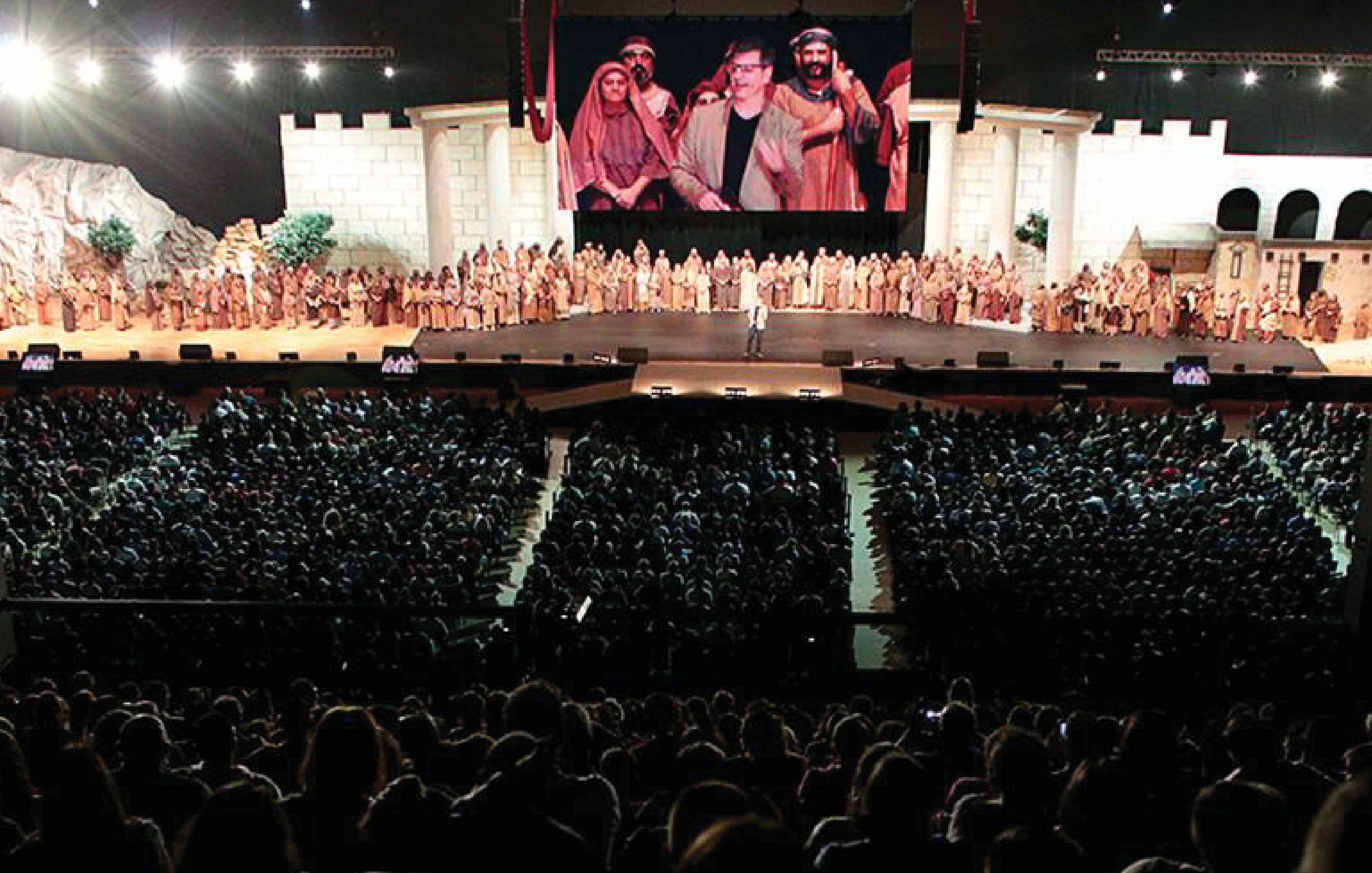
Espectáculo sobre la vida de Jesús durante un servicio en la Iglesia de la ciudad en São José dos Campos, afiliada a la Convención Batista Brasileña, 2017.

En las iglesias Bautistas, el servicio es parte de la vida de la Iglesia e incluye alabanza, adoración, oraciones a Dios, un sermón basado en pasajes de la Biblia, la ofrenda y periódicamente la comunión. Algunas iglesias tienen servicios con música cristiana tradicional, otras con música cristiana contemporánea y algunas ofrecen ambos en servicios separados. En muchas iglesias, hay servicios adaptados para niños, incluso para adolescentes. Las reuniones de oración también se llevan a cabo los días de semana.

### Lugares de culto

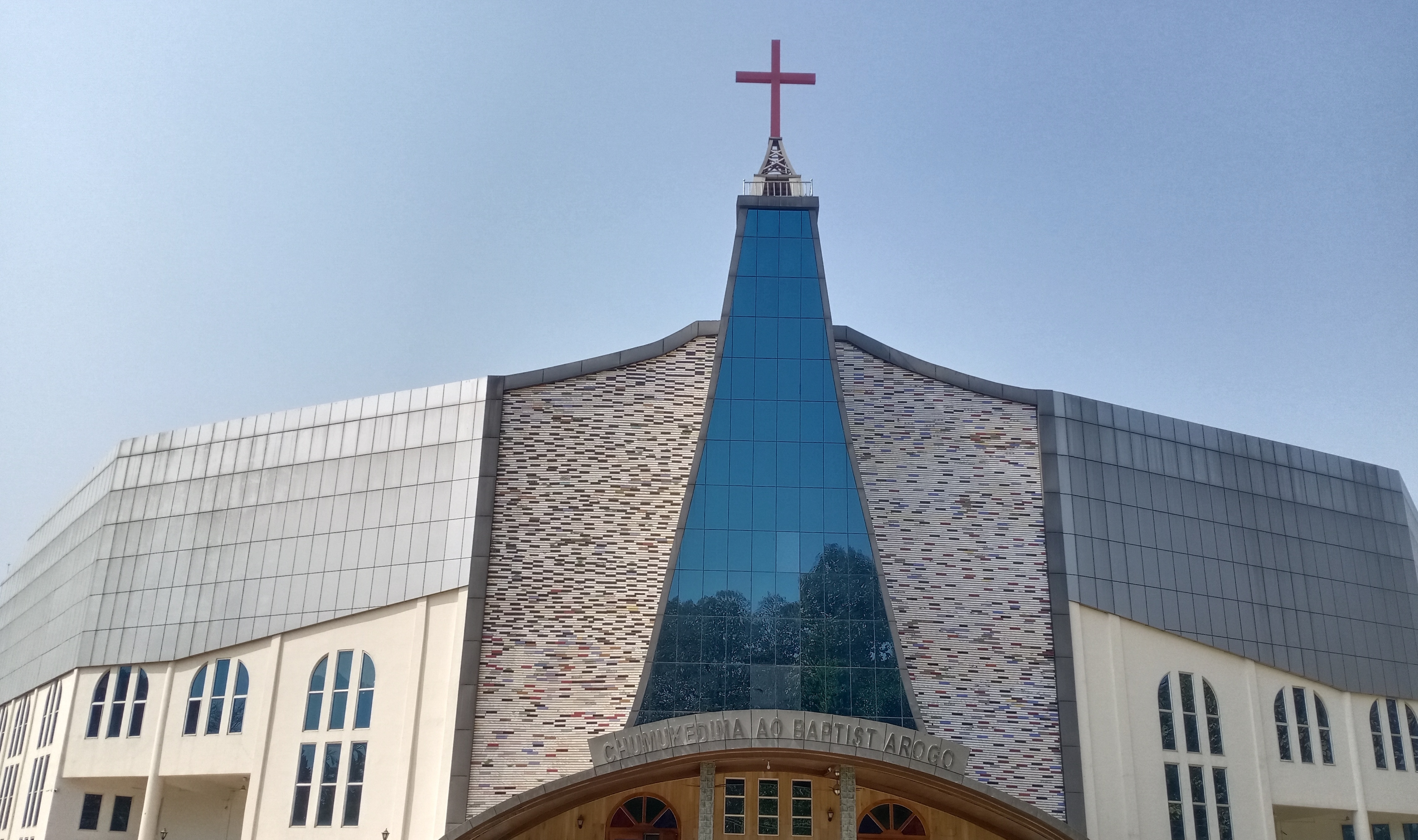
Edificio de la Iglesia Bautista Chumukedima Aaya, Kohima, afiliada al Concilio de la Iglesia Bautista de Nagaland (India).

Los lugares de culto se suelen llamar "edificios de iglesia", "casa de oración" o "templos". La arquitectura es sobria y la cruz latina es el único símbolo espiritual que generalmente se puede ver en el edificio de una iglesia bautista y que identifica el lugar de pertenencia. En algunas megaiglesias, el lugar de culto se llama "campus". Algunos servicios tienen lugar en auditorios o salas de usos múltiples con pocos símbolos religiosos.

## Estadísticas

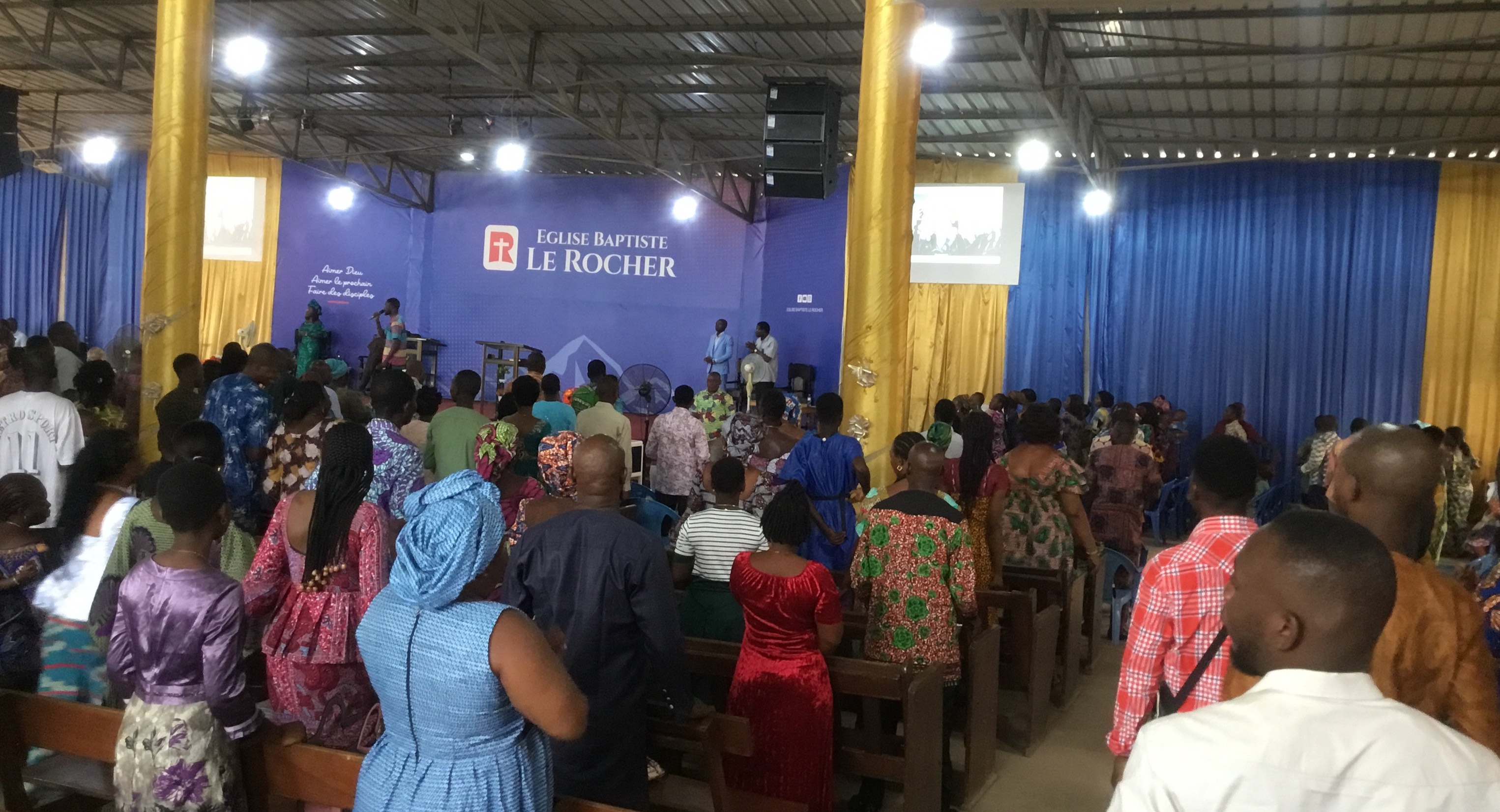
Servicio en la Iglesia Bautista la Roca de Lomé, miembro de la Convención Bautista de Togo.

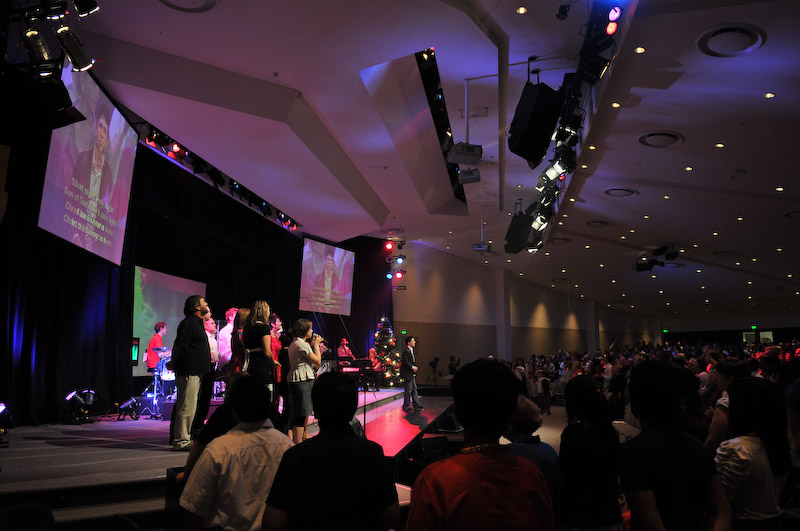
Servicio a la Iglesia Bautista Crossway en Melbourne, afiliada a los Ministerios Bautistas Australianos.

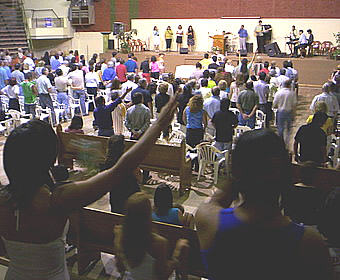
Servicio en la Iglesia bautista Pueblo Nuevo Bahía Blanca, afiliada a la Convención Evangélica Bautista Argentina.

En 2010, el movimiento contaba con 100 millones de creyentes.
En 2020, según el investigador Sébastien Fath del CNRS, el movimiento tendría alrededor de 170 millones de creyentes en todo el mundo.
La Alianza Bautista Mundial, según un censo de la asociación publicado en 2023, dijo que tenía 253 asociaciones Bautistas miembros en 130 países, 176.000 iglesias y 51,000.000 de miembros bautizados. Sin embargo, estas estadísticas no son completamente representativas, ya que algunas iglesias en los Estados Unidos tienen afiliación bautista nacional doble o triple, lo que hace que una iglesia y sus miembros se cuenten por más de una asociación bautista.
Entre los censos llevados a cabo por las asociaciones bautistas en 2023, los que reclamaron más miembros fueron en cada continente:
En América del Norte, la Convención Bautista del Sur con 46,876 iglesias y 12,722,266 miembros, la Convención Bautista Nacional, EE. UU. con 21.145 iglesias y 8,415.100 miembros.
En América del Sur, la Convención Batista Brasileña con 9.070 iglesias y 1,797.597 miembros, la Convención Evangélica Bautista Argentina con 670 iglesias y 85.000 miembros.
En África, la Convención Bautista Nigeriana con 14.523 iglesias y 8,925.000 miembros, la Convención Bautista de Tanzania con 1.350 iglesias y 2,680.000 miembros, la Comunidad Bautista del Congo con 2.673 iglesias y 1,764.155 miembros.
En Asia, la Convención Bautista de Birmania con 5.337 iglesias y 1,013.499 miembros, el Concilio de la Iglesia Bautista de Nagaland con 1.661 iglesias y 648.096 miembros, la Convención de Iglesias Bautistas de Filipinas con 1.079 iglesias y 600.000 miembros.
En Europa, la Unión de Iglesias Cristianas Evangélicas Bautistas de toda Ucrania con 2.192 iglesias y 105.189 miembros, la Unión Bautista de Gran Bretaña con 1.897 iglesias y 99.475 miembros, la Unión de Iglesias Cristianas Bautistas en Rumania con 1.697 iglesias y 83.853 miembros.
En Oceanía, los Ministerios Bautistas Australianos con 1.024 iglesias y 87.555 miembros, la Unión Bautista de Papúa Nueva Guinea con 493 iglesias y 84.700 miembros.

## Educación

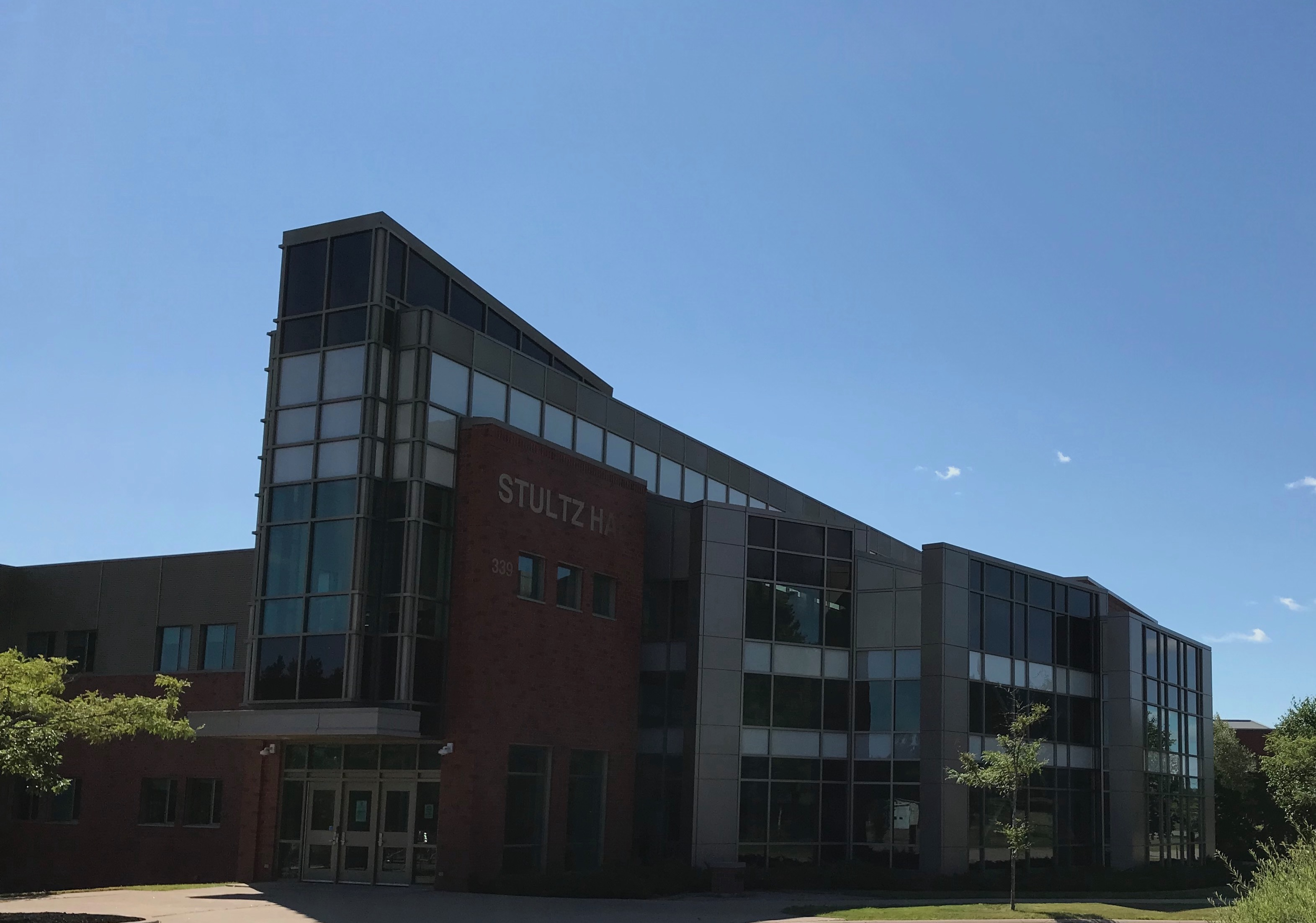
Universidad Crandall en Moncton, afiliada a Canadian Baptists of Atlantic Canada (Ministerios Bautistas Canadienses).

Las iglesias bautistas establecieron escuelas primarias y secundarias, colegios bíblicos, colleges y universidades ya en la década de 1680 en Inglaterra, antes de continuar en varios países. En 2006, se fundó en los Estados Unidos la Asociación Internacional de Colegios y Universidades Bautistas. En 2023, tenía 42 universidades miembros.

## Controversias
En su libro de 1963, "Strength to Love", el pastor bautista Martin Luther King criticó a algunas iglesias bautistas por su antiintelectualismo, especialmente debido a la falta de formación teológica entre los pastores.
En 2018, el teólogo bautista Russell D. Moore criticó a algunas iglesias bautistas estadounidenses por su moralismo enfatizando fuertemente la condenación de ciertos pecados personales, pero en silencio sobre las injusticias sociales que hacen sufrir a poblaciones enteras, como el racismo. En 2020, la Fraternidad Bautista de América del Norte, una región de la Alianza Mundial Bautista, se comprometió oficialmente con la injusticia social y se pronunció en contra de la discriminación institucional en el sistema judicial estadounidense. En 2022, la Alianza Mundial Bautista adoptó una resolución alentando a las iglesias y asociaciones bautistas que históricamente han contribuido al pecado de la esclavitud a participar en la justicia restaurativa.
En 1994 la Iglesia Baptista del Sur de Alabama fue galardonada con el Premio Ig Nobel en la categoría de matemáticas por sus estimaciones, condado por condado, acerca de cuántos ciudadanos de Alabama irán al Infierno si no se arrepienten antes. Dicha iglesia publicó dos reportes acerca de las probabilidades que tenía una persona de ir al Infierno. El primero fue un conteo de todos los condados del estado de Alabama reportando el porcentaje de "almas no redimidas", con una media de 46.1 % para todo el estado. El segundo reporte menciona la "fórmula secreta" que usó dicha iglesia para hacer el cálculo.